# Henri Delalle
Henri Delalle OMI (* 1. Dezember 1869 in Arracourt; † 15. Februar 1949) war ein französischer römisch-katholischer Ordensgeistlicher und Apostolischer Vikar von Natal.

## Leben
Henri Delalle trat der Ordensgemeinschaft der Oblaten der Unbefleckten Jungfrau Maria bei und empfing am 29. Juli 1894 das Sakrament der Priesterweihe.
Am 19. Dezember 1903 ernannte ihn Papst Pius X. zum Titularbischof von Thugga und zum Apostolischen Vikar von Natal. Der Bischof von Nancy-Toul, Charles-François Turinaz, spendete ihm am 2. Juni 1904 die Bischofsweihe; Mitkonsekratoren waren der Apostolische Vikar von Kimberley in Orange, Matthew Gaughren OMI, und der Bischof von Verdun, Louis-Ernest Dubois.
Papst Pius XII. nahm am 4. April 1946 das von Henri Delalle vorgebrachte Rücktrittsgesuch an.